# Phil Hester
Phil Hester (né en 1966) est un artiste et écrivain américain de bandes dessinées.

## Études
Phil Hester est un ancien de l'Université de l'Iowa.

## Carrière
Le travail de dessins de Phil Hester inclut Swamp Thing, Brave New World, Flinch, Ultimate Marvel Team-Up, Clerks: The Lost Scene, The Crow: Waking Nightmares, The Wretch (nommé en 1997 par le Eisner Award de la "Meilleure Nouvelle Série"), Aliens: Purge et Green Arrow.
Lors de son run sur Green Arrow, il a créé les personnages de Mia Dearden et de Onomatopoeia avec l'écrivain Kevin Smith ainsi que Constantine Drakon avec l'écrivain Judd Winick.
Phil Hester a co-créé Uncle Slam and Firedog avec son collaborateur sur Green Arrow, l'artiste Ande Parks. Il a également créé El Diablo, un nouveau personnage (un nom commun dans les comics de DC) qui a fait ses débuts dans la série limitée éponyme. Sa dernière bande dessinée, 13 Steps, sera adaptée en film d'horreur et comédie.
Hester a aussi écrit les nouvelles aventures du héros de l'Âge d'Or, The Black Terror de Dynamite Entertainment, basé sur des idées de scénarios d'Alex Ross, dans le cadre du Project Superpowers Universe.
Il a également écrit pour DC, sur Wonder Woman, en reprenant les notes et grandes lignes de J. Michael Straczynski, après que Straczynski eut quitté le titre.
Il a aussi créé chez Image Comics la série Firebreather avec Andy Kuhn.